# Euagathis abbotti
Euagathis abbotti är en stekelart som först beskrevs av William Harris Ashmead 1900.  Euagathis abbotti ingår i släktet Euagathis och familjen bracksteklar. Inga underarter finns listade i Catalogue of Life.